# Hemingway & Gellhorn
Hemingway & Gellhorn ist ein US-amerikanisches Fernseh-Drama aus dem Jahr 2012 über das Leben der Journalistin Martha Gellhorn und ihres Ehemanns, des Schriftstellers Ernest Hemingway. Regie führte Philip Kaufman, das Drehbuch schrieben Jerry Stahl und Barbara Turner. Die Premiere fand am 25. Mai 2012 bei den Internationalen Filmfestspielen von Cannes statt.

## Handlung
Der Film erzählt die Geschichte eines der berühmtesten literarischen Paare Amerikas und beginnt 1936, als Hemingway und Gellhorn sich zum ersten Mal zufällig in einer Bar in Key West in Florida treffen. Ein Jahr später begegnen sie sich in Spanien wieder, während beide über den spanischen Bürgerkrieg berichten und im selben Hotel auf derselben Etage übernachten. Anfangs widersetzt sich Gellhorn den romantischen Avancen des berühmten Autors. Während eines Bombenangriffs sind die beiden jedoch allein im selben Raum gefangen und kommen sich näher. Sie werden ein Paar und bleiben bis 1939 in Spanien. 
Hemingway arbeitet mit dem Dokumentarfilmer Joris Ivens zusammen, um The Spanish Earth zu produzieren. 1940 lässt Hemingway sich von seiner zweiten Frau Pauline scheiden, weil er Gellhorn heiraten will. Er schreibt ihr zu, ihn zu seinem im Jahre 1940 veröffentlichten Roman For Whom the Bell Tolls inspiriert zu haben und widmet ihr diese Arbeit. Mit der Zeit wird Gellhorn jedoch selbst bekannter, was zu einer gewissen Karriere-Eifersucht zwischen den beiden führt. Gellhorn verlässt Hemingway, um nach Finnland zu reisen und alleine über den Winterkrieg zu berichten. Als sie zur Lookout Farm in Havanna zurückkehrt, erzählt Hemingway ihr, dass er sich von Pauline hat scheiden lassen. Er und Gellhorn heiraten. 
Sie reisen zusammen nach China, um über die Bombenanschläge Japans zu berichten. In China interviewen sie Chiang Kai-shek und seine Ehefrau. Chiang Kai-shek kämpft gegen die chinesischen Kommunisten und japanischen Invasoren. Gellhorn und Hemingway besuchen heimlich den chinesischen Premierminister und kommunistischen Führer Zhou Enlai. Gellhorn berichtet über den D-Day in der Normandie sowie über die Konzentrationslager Dachau und Auschwitz.  
Die Ehe von Hemingway und Gellhorn verläuft turbulent und ist von Streit und Eifersucht geprägt. 1945 reicht Gellhorn schließlich die Scheidung ein.

## Besetzung und Synchronisation
Die deutsche Synchronisation entstand nach einem Dialogbuch und unter der Dialogregie von Hilke Flickenschildt durch die Berliner Synchron in Berlin.
| Rollenname           | Schauspieler/in  | Synchronsprecher/in       |
| -------------------- | ---------------- | ------------------------- |
| Martha Gellhorn      | Nicole Kidman    | Petra Barthel             |
| Ernest Hemingway     | Clive Owen       | Tom Vogt                  |
| John Dos Passos      | David Strathairn | Reinhard Kuhnert          |
| Pauline Pfeiffer     | Molly Parker     | Gundi Eberhard            |
| Mary Welsh Hemingway | Parker Posey     | Katrin Zimmermann         |
| Paco Zarra           | Rodrigo Santoro  | Sebastian Christoph Jacob |
| Max Eastman          | Mark Pellegrino  |                           |
| Maxwell Perkins      | Peter Coyote     | Rainer Gerlach            |
| Joris Ivens          | Lars Ulrich      | Stefan Gossler            |
| General Petrov       | Robert Duvall    | Friedrich Georg Beckhaus  |
| Mikhail Koltsov      | Tony Shalhoub    | Bodo Wolf                 |
| Russian Operative    | Leonard Apeltsin |                           |
| Charles Colebaugh    | Jeffrey Jones    | Uli Krohm                 |
| Robert Capa          | Santiago Cabrera | Jaron Löwenberg           |
| Felipe Leon          | Aitor Inarra     |                           |
| Mrs. Gellhorn        | Diane Baker      |                           |
| Simo Häyhä           | Steven Wiig      |                           |
| Mr. Ma               | Keone Young      | Weijian Liu               |
| Madame Chiang        | Joan Chen        | Christin Marquitan        |

## Hintergrund
Die Premiere des Films fand am 25. Mai 2012 bei den Internationalen Filmfestspielen von Cannes statt. Drei Tage später wurde der Film im US-amerikanischen Fernsehsender HBO ausgestrahlt. In Deutschland wurde der Film erstmals am 21. Dezember 2012 auf dem Bezahlfernsehsender Sky Atlantic HD gezeigt.
Auf DVD und Blu-ray erschien der Film in den Vereinigten Staaten am 2. April 2013.

## Rezeption
Der Film bekam gemischte bis positive Kritiken. Bei Metacritic erhielt er einen Metascore von 54/100 basierend auf 22 Rezensionen, bei Rotten Tomatoes ein Rating von 50 Prozent, basierend auf 8 Rezensionen. Besonders gelobt wurde Nicole Kidman für ihre Verkörperung der Martha Gellhorn.
Insgesamt wurde der Fernsehfilm mindestens 33-mal für einen Preis nominiert und vier Mal prämiert. Die beiden Hauptdarsteller, Clive Owen und Nicole Kidman, wurden jeweils in der Kategorie Beste/r Hauptdarsteller/in für den Emmy, den Golden Globe, den Satellite Award und den Screen Actors Guild Award nominiert. Der Film selbst erhielt Nominierungen als beste Miniserie oder bester Fernsehfilm bei den Emmys und den Satellite Awards. Regisseur Philip Kaufman war für einen Emmy und für einen Directors Guild of America Award nominiert. Ferner wurde der Film bei den Emmys für die Beste Musik und den Besten Tonschnitt ausgezeichnet. Weitere Emmy-Nennungen erhielten David Strathairn (Kategorie: Bester Nebendarsteller), Rogier Stoffers (Beste Kamera), Walter Murch (Bester Schnitt), Ruth Myers (Beste Kostüme), Frances Mathias und Yvette Rivas (Bestes Hairstyling).